# Моллі Бернард
Моллі Бернард (англ. Molly Bernard, нар. 10 квітня 1988, Нью-Йорк, США) — американська акторка. Відома своєю роллю Лорен Геллер у комедійно-драматичному телесеріалі «Юна» та доктора Ельзи Каррі в 4 та 5 сезонах телесеріалу «Медики Чикаго».

## Життя і кар'єра
Бернард розпочала свою кар'єру в 2000 році в драмі Заплати іншому разом із Кевіном Спейсі і Гейлі Джоел Осментом.Серед її ранніх робіт — епізодична роль у телесеріалі «Будинок Альфа», де вона зіграла роль Енджі Салліван. У 2015 році Бернард знялась у телесеріалі Юна разом із Саттон Фостером і Гіларі Дафф, де вона зіграла Лорен Геллер.
Того ж року вона зіграла невелику роль у комедії Ненсі Меєрс «Стажер» разом із Робертом Де Ніро та Енн Гетевей. Бернард отримала роль юної Шеллі, розділивши її з Джудіт Лайт у серіалі «Очевидне» на Amazon Prime. Вона з'явилася у двох сезонах високо оціненого критиками серіалу. У 2019 році вона знялася в комедії Спорідненість, режисером якої виступила Сінді Чупак. Протягом двох сезонів Бернард грала роль студентки-медика Ельзи Каррі в драматичному серіалі Медики Чикаго на NBC. Вона має ступінь бакалавра від Скідморського коледжу та ступінь магістра акторської майстерності від Єльської школи драми.

## Особисте життя
Бернард — внучка актора Джозефа Бернарда.
Моллі Бернард оголосила про заручини з дівчиною Ханною Ліберман в Instagram 14 січня 2020 року. Вони одружилися 23 вересня 2021 року в Проспект-Парку, Бруклін, у присутності її молодших колег Ніко Торторелли та Гіларі Дафф. У листопаді 2022 року Бернар оголосила про свою вагітність на своїй сторінці в Instagram.
Її перша дочка народилася 28 січня 2023 року.

## Фільмографія
| Рік  |   | Українська назва   | Оригінальна назва       | Роль          |
| ---- | - | ------------------ | ----------------------- | ------------- |
| 2000 | ф | Заплати іншому     | Pay It Forward          | Моллі         |
| 2006 | ф | Боротьба з минулим | Wrestling with the Past | Дівчина-скаут |
| 2015 | ф | Стажер             | The Intern              | Саманта       |
| 2016 | ф | Саллі              | Sully                   | Елісон        |
| 2019 | ф | Спорідненість      | Otherhood               | Елісон        |
| 2020 | ф | Молочна вода       | Milkwater               | Майло         |
| 2023 | ф | Найманий убивця    | Hit Man                 | Алісія        |
| 2024 | ф | Сни в кошмарах     | Dreams in Nightmares    | Джеймі        |

### Телебачення
| Рік       | Назва                         | Роль                                           | Примітки                                             |
| --------- | ----------------------------- | ---------------------------------------------- | ---------------------------------------------------- |
| 2013      | Дорогий доктор                | Венді                                          | Епізод: «Chock Full O' Nuts»                         |
| 2013–2014 | Будинок Альфа                 | Енджі Салліван                                 | Періодична роль                                      |
| 2015–2021 | Юна                           | Лорен Геллер                                   | Періодична роль (1 сезон); головна роль (2–7 сезони) |
| 2016–2017 | Очевидне                      | Юна Шеллі Пфефферман                           | Періодична роль                                      |
| 2016      | Високий рівень обслуговування | скупа орендарка                                | Епізод: «Колишній»                                   |
| 2018      | Сліпа зона                    | Даліла Данні                                   | Епізод: «Попереджувальний постріл»                   |
| 2018–2020 | Медики Чикаго                 | Ельза Каррі                                    | Періодична роль (4–5 сезони)                         |
| 2023      | Чорний список                 | Алекс Боствік Корделія Боствік Кендалл Боствік | Епізод: «Гієна»                                      |